# Whitney Thompson
Whitney Thompson, född 26 september 1987 i Atlantic Beach, Florida, är en amerikansk fotomodell. Hon vann säsong 10 av America's Next Top Model och blev därmed den första "plus size-modellen" att vinna tävlingen.